# Aristòcrit
Aristòcrit o Aristòcrit de Milet (en grec antic Αριστόκριτος ο Μιλήσιος) va ser un gramàtic i historiador grec nascut a Milet a qui mencionen Parteni i Plini el Vell.
Va escriure les obres Περὶ Μιλήτου ('Perí Miletou' Sobre Milet) i Πρὸς Ἡρακλεόδωρον ἀντιδοξουμένων ('Prós Herakleódoron antidoxouménon' Sobre l'opinió contrària a Heracleodor) un tractat sobre la guerra. D'aquesta obra se n'han conservat alguns fragments.